# سيسيل إدغار تيلي
سيسيل إدغار تيلي (بالإنجليزية: Cecil Edgar Tilley)‏ هو عالم معادن ‏ أسترالي، ولد في 14 مايو 1894 في أديلايد في أستراليا، وتوفي في 24 يناير 1973 في كامبريدج في المملكة المتحدة.

## وصلات خارجية
- سيسيل إدغار تيلي على موقع الموسوعة البريطانية (الإنجليزية)